# Šípkov
Šípkov é um município da Eslováquia, situado no distrito de Bánovce nad Bebravou, na região de Trenčín. Tem 11,56 km² de área e sua população em 2018 foi estimada em 142 habitantes.

## Demografia
| Ano:        | 1994 | 2004    | 2014   | 2024   |
| ----------- | ---- | ------- | ------ | ------ |
| Broj ljudi: | 192  | 150     | 143    | 144    |
| Razlika:    |      | -21,87% | -4,66% | +0,69% |

| Ano:               | 2023 | 2024   |
| ------------------ | ---- | ------ |
| Número de pessoas: | 148  | 144    |
| Diferença:         |      | -2,70% |